# Амброзяк, Сильвестр

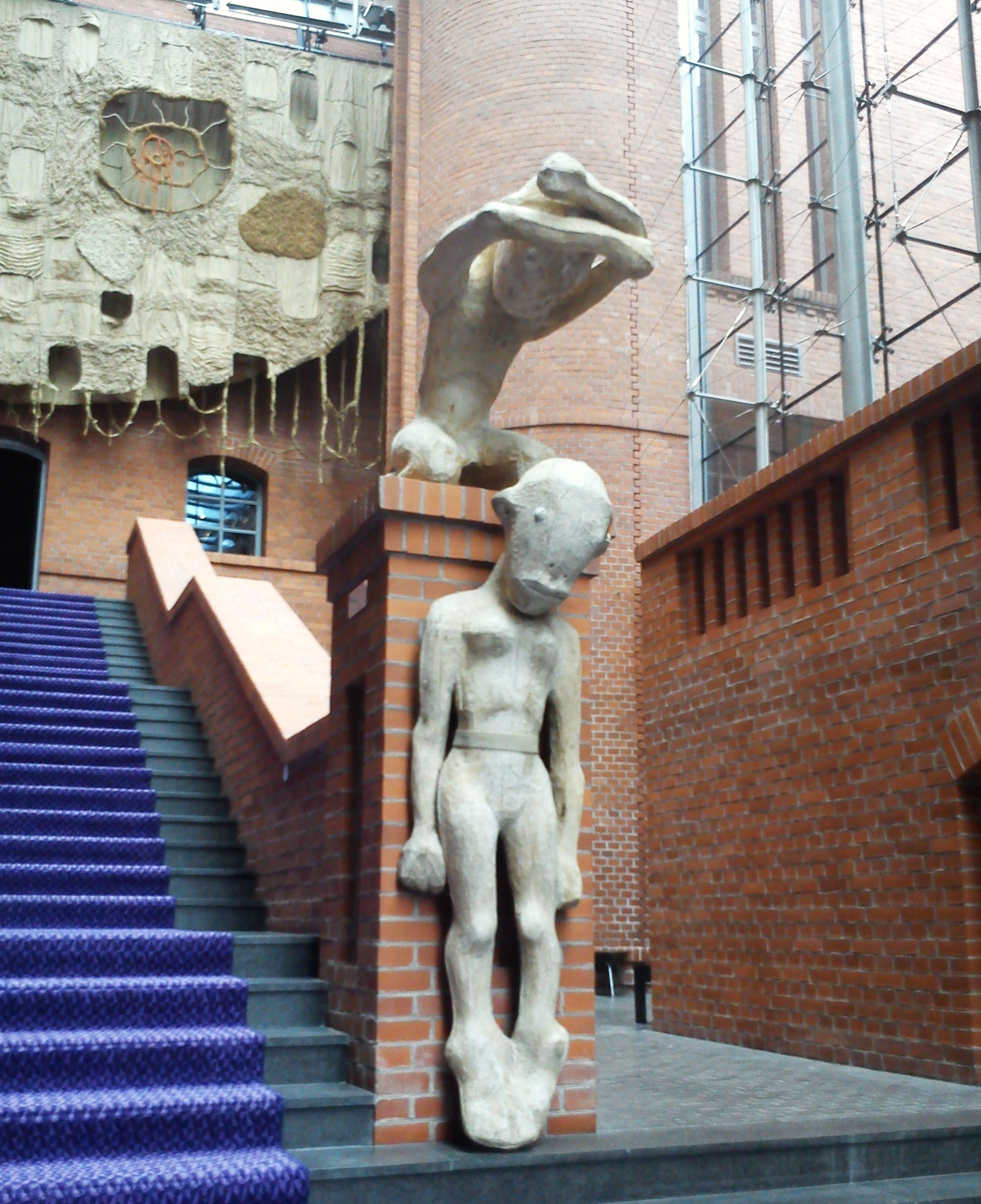
Без названия, Отель Blow Up Hall 50 50, Познань, Польша

Си́львестр Амбро́зяк (пол. Sylwester Ambroziak, 14.04.1964 г., Лович, Польша) — польский скульптор, известный своими провоцирующими скульптурами.

## Биография
Сильвестр Амброзяк в 1893—1989 годах обучался на отделении скульптуры Варшавской Академии изящных искусств в мастерских скульптуров Ежи Ярнушкевич, Станислава Кулёна и Гжегожа Кулёна.

## Творчество
Работы Сильвестра Амброзяка демонстрируются в различных городах Европы и Северной Америки. Творчество Сильвестра Амброзяка в основном размещаются на открытом воздухе и обычно имеют провоцирующий характер.
- Две женщины.